# Grant Imahara
Grant Masaru Imahara, né le 23 octobre 1970 à Los Angeles et mort le 13 juillet 2020 dans la même ville, est un ingénieur électricien, un praticien d'aéromodélisme télécommandé et un roboticien américain, principalement connu pour son travail au sein de l'émission télévisée MythBusters. Le 22 août 2014, il quitte l'émission avec Kari Byron et Tory Belleci.

## Biographie

### Éducation et début de carrière
Grant Imahara est diplômé de l'université de Californie du Sud, avec un baccalauréat en sciences spécialisé en génie électrique. Pendant un certain temps, il a sérieusement envisagé de changer d'orientation et de devenir scénariste. Il a décidé de poursuivre dans le même domaine après avoir été l'assistant de Tomlinson Holman, professeur à l'USC School of Cinematic Arts, École des arts cinématographiques, et inventeur des systèmes de son THX de Lucasfilm. 
Après ses études, il intègre pendant quelques années Industrial Light and Magic, la société d'effets spéciaux de Lucasfilm. Il travaille ainsi sur les effets spéciaux de films tels que ceux de la saga Star Wars ou Matrix.

### HorsMythBusters
De 2013 à 2017, Grant Imahara reprend le rôle d'Hikaru Sulu dans la web-série Star Trek Continues.
En 2014, Grant Imahara apparaît dans le film Star Trek: Renegades dans le rôle du lieutenant Masaru.
En 2016, il anime l'émission White Rabbit Project, accompagné de Tory Belleci et Kari Byron, émission originale de Netflix. Le trio compare et note diverses technologies et prouesses humaines.

### Décès
Grant Imahara décède des suites d’une rupture d'anévrisme cérébral le 13 juillet 2020.